# Springdale (Utah)
Springdale is een plaats (town) in de Amerikaanse staat Utah, en valt bestuurlijk gezien onder Washington County.

## Demografie
Bij de volkstelling in 2000 werd het aantal inwoners vastgesteld op 457.
In 2006 is het aantal inwoners door het United States Census Bureau geschat op 551, een stijging van 94 (20,6%).

## Geografie
Volgens het United States Census Bureau beslaat de plaats een oppervlakte van
12,0 km², geheel bestaande uit land. Springdale ligt op ongeveer 365 m boven zeeniveau.

## Plaatsen in de nabije omgeving
De onderstaande figuur toont nabijgelegen plaatsen in een straal van 24 km rond Springdale.